# Museo d'arte classica di Mougins
Il Museo d'arte classica di Mougins (MACM) è un museo d'arte inaugurato il 10 giugno 2011, situato a Mougins, nel dipartimento delle Alpi Marittime.

## La Storia
Nel 2008 il collezionista inglese Christian Levett ebbe l'idea di far erigere un museo per condividere la propria collezione con il grande pubblico. Dopo tre anni di lavori e di restauro, il museo venne inaugurato nel giugno 2011, nel cuore del villaggio di Mougins. 
Suddivisa su 4 livelli, la collezione comprende un lasso di tempo che va dall'Antico Egitto all'Arte Moderna. L'edificio è aperto tutto l'anno e propone eventi ed esposizioni temporanee.

## Facciata del MACM

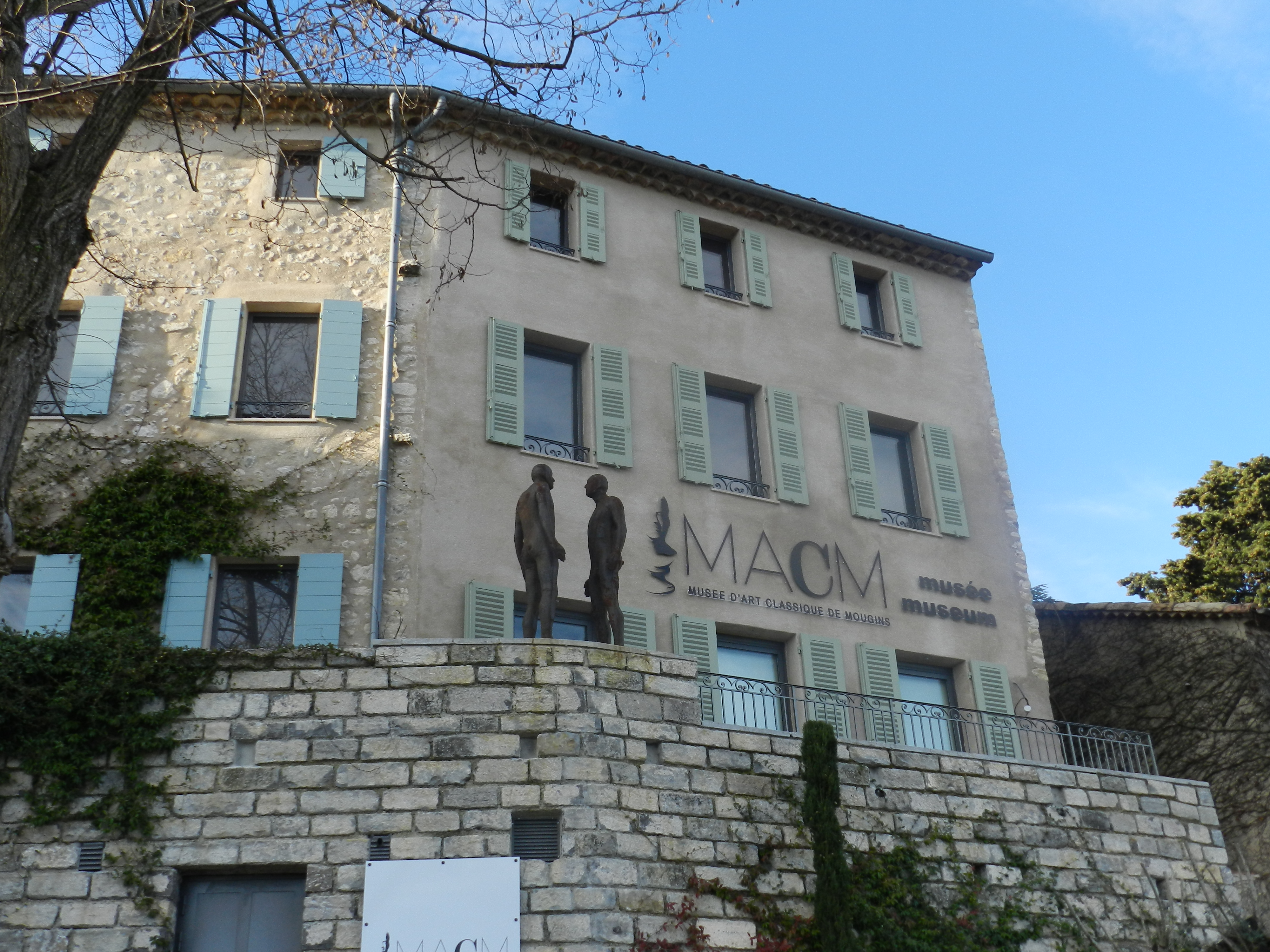
La facciata del MACM

Il fondatore ha scelto una dimora di epoca medievale con una superficie di 400 m² per posizionarvi il Museo d'arte classica di Mougins – MACM. L'edificio è stato totalmente ristrutturato, tranne che per la facciata che non è stata toccata.
Numerosi artisti come Francis Picabia, Jean Cocteau, Pablo Picasso hanno soggiornato a Mougins ed alcune delle loro opere sono esposte al MACM.

## Il concetto
Il concetto museografico è quello di riunire, in uno stesso luogo, l'arte antica, quella neo-classica, quella moderna, e quella contemporanea al fine di scoprire l'influenza che la civiltà antica ha avuto sulle opere (esposte) di Peter Paul Rubens, Marc Chagall, Henri Matisse e Damien Hirst.

## Le collezioni
Il MACM è suddiviso su 4 livelli, cronologicamente dalla cripta al secondo livello: 
- La galleria egizia, nella cripta, ha come tema «  la vita nell'aldilà » con maschere e pannelli funerari.
- La galleria delle celebrità, al pianterreno, presenta busti e statue delle personalità di spicco della Grecia e della Roma antica.
- La galleria delle divinità, al primo piano, presenta statuette di bronzo, teste, busti di marmo, scodelle in argento, vasi in ceramica, recipienti in vetro greci e romani.
- La galleria bellica, al secondo piano presenta una vasta collezione di caschi e armature greco-romane.

## Pubblicazione
- La collezione del museo e pubblicata in inglese e francese.

## Esposizioni
- Esposizione temporanea «Miti ed Eroi» dal 14/04/2012 al 28/05/2012, organizzata dalla città di Mougins, al polo culturale di Mougins, per aver la possibilità di scoprire alcune delle opere del MACM
- Il premio Apollo «Museo dell'anno» è stato assegnato al MACM, dall'omonima rivista di arte e antichità il 19/12/2011
- Incontro con Marc Quinn : Quinn e la sua famiglia hanno fatto visita al proprietario e direttore del MACM, il 02/09/2011